# Nhện sói
Họ Nhện sói (Lycosidae; từ tiếng Hy Lạp cổ đại "λύκος" nghĩa là "sói") là một họ động vật chân khớp thuộc lớp Hình nhện, phân ngành Chân kìm gồm các loài nhện sói. 
Chúng săn rất giỏi và nhanh nhẹn với thị lực rất tốt. Chúng chủ yếu sống đơn độc và đi săn một mình, không chăng lưới. Một số những loài săn mồi nắm bắt cơ hội để lao vào con mồi khi tìm thấy nó, hoặc đuổi theo nó trong khoảng cách ngắn. Một số chờ đợi con mồi đi qua hoặc gần miệng hang.
Nhện sói nhìn giống với các loài nhện trong họ Pisauridae, nhưng chúng mang túi trứng của chúng bằng cách gắn vào các lỗ nhả tơ của chúng, trong khi họ Pisauridae mang túi trứng của chúng bằng miệng và phần phụ của miệng. Hai trong số tám mắt của nhện sói to và nổi bật, giúp phân biệt chúng với các loài nhện trong họ Pisauridae mà các mắt của chúng đều có kích thước gần như tương đương nhau. Điều này cũng có thể giúp phân biệt chúng với những loài nhện cỏ trông tương tự.

## Mô tả

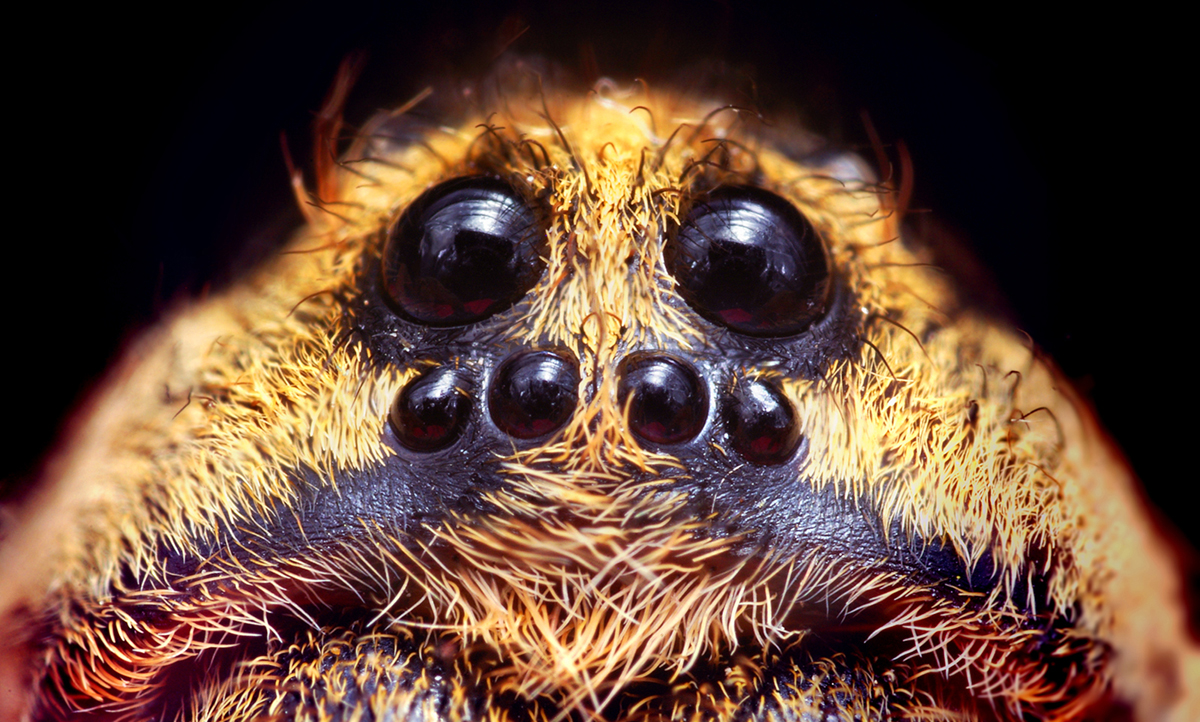
Kiểu mắt của loài Hogna

Có chi nhiều nhện sói, khác nhau, kích thước cơ thể từ dưới 1 đến 35 milimét (0,04 đến 1,38 in). Chúng có tám mắt xếp thành ba hàng. Hàng dưới cùng bao gồm bốn mắt nhỏ, hàng giữa có hai mắt rất lớn (trong đó phân biệt chúng với họ Pisauridae), và hàng trên cùng có hai mắt cỡ trung bình. Không giống những loài nhện có thị lực kém khác, nhện sói có một thị lực tuyệt vời để đi săn con mồi.
Đôi mắt của chúng phản ánh ánh sáng tốt, cho phép một ai đó với một đèn pin để dễ dàng truy tìm đối tượng vào ban đêm. Nhấp nháy một chùm ánh sáng trên con nhện sẽ tạo ra ánh sáng mắt phản xạ. Ánh sáng từ đèn pin đã được phản xạ từ mắt của nhện trở lại trực tiếp đối với nguồn ánh sáng, tạo ra một thứ "ánh sáng" có thể dễ dàng nhận thấy.

## Nọc độc
Nhện sói tiêm nọc độc nếu liên tục bị khiêu khích. Các triệu chứng ở vùng bị cắn bao gồm sưng tấy, đau nhẹ và ngứa. Trước đây, các vết cắn hoại tử được cho là do một số loài ở Nam Mỹ, nhưng cuộc điều tra sâu hơn đã chỉ ra rằng những vấn đề đó xảy ra có thể thực sự là do vết cắn của thành viên thuộc các chi khác. Các loài nhện sói Úc cũng đã được cho là có liên quan đến các vết cắn hoại tử, nhưng những nghiên cứu cẩn thận đã cho thấy chúng không tạo ra kết quả như vậy.

## Các chi
Tính đến  tháng 4 năm 2019, Danh mục Nhện thế giới đã chấp nhận các chi sau:
- Acantholycosa Dahl, 1908—Asia, Europe, North America
- Adelocosa Gertsch, 1973—Hawaii
- Agalenocosa Mello-Leitão, 1944—South America, Oceania, Mexico, India
- Aglaoctenus Tullgren, 1905—South America
- Algidus Simon, 1898—Venezuela
- Allocosa Banks, 1900—Oceania, North America, Africa, South America, Costa Rica, Asia, Europe
- Allotrochosina Roewer, 1960—Australia, New Zealand
- Alopecosa Simon, 1885—Asia, Europe, South America, Africa, North America, Oceania
- Amblyothele Simon, 1910—Africa
- Anomalomma Simon, 1890—Pakistan, Indonesia, Zimbabwe
- Anomalosa Roewer, 1960—Australia
- Anoteropsis L. Koch, 1878—New Zealand, Papua New Guinea
- Arctosa C. L. Koch, 1847—Africa, Europe, Asia, South America, North America, Vanuatu
- Arctosippa Roewer, 1960—Peru
- Arctosomma Roewer, 1960—Ethiopia
- Artoria Thorell, 1877—Oceania, Africa, Asia
- Artoriellula Roewer, 1960—South Africa, Indonesia
- Artoriopsis Framenau, 2007—Australia, New Zealand
- Aulonia C. L. Koch, 1847—Turkey
- Auloniella Roewer, 1960—Tanzania
- Birabenia Mello-Leitão, 1941—Argentina, Uruguay
- Bogdocosa Ponomarev & Belosludtsev, 2008—Asia
- Brevilabus Strand, 1908—Ivory Coast, Senegal, Ethiopia
- Bristowiella Saaristo, 1980—Comoros, Seychelles
- Camptocosa Dondale, Jiménez & Nieto, 2005—United States, Mexico
- Caporiaccosa Roewer, 1960—Ethiopia
- Caspicosa Ponomarev, 2007—Kazakhstan, Russia
- Costacosa Framenau & Leung, 2013—Australia
- Crocodilosa Caporiacco, 1947—India, Myanmar, Egypt
- Cynosa Caporiacco, 1933—North Africa
- Dejerosa Roewer, 1960—Mozambique
- Deliriosa Kovblyuk, 2009—Ukraine
- Diahogna Roewer, 1960—Australia
- Diapontia Keyserling, 1877—South America
- Dingosa Roewer, 1955—Australia, Peru, Brazil
- Dolocosa Roewer, 1960—St. Helena
- Donacosa Alderweireldt & Jocqué, 1991—Spain
- Dorjulopirata Buchar, 1997—Bhutan
- Draposa Kronestedt, 2010—Asia
- Dzhungarocosa Fomichev & Marusik, 2017—Kazakhstan
- Edenticosa Roewer, 1960—Equatorial Guinea
- Evippa Simon, 1882—Africa, Asia, Spain
- Evippomma Roewer, 1959—Africa, Asia
- Foveosa Russell-Smith, Alderweireldt & Jocqué, 2007
- Geolycosa Montgomery, 1904—Africa, South America, Asia, North America, Oceania
- Gladicosa Brady, 1987—North America
- Gnatholycosa Mello-Leitão, 1940—Argentina
- Gulocosa Marusik, Omelko & Koponen, 2015
- Hesperocosa Gertsch & Wallace, 1937—United States
- Hippasa Simon, 1885—Africa, Asia
- Hippasella Mello-Leitão, 1944—Argentina, Peru, Bolivia
- Hoggicosa Roewer, 1960—Australia
- Hogna Simon, 1885—Asia, Africa, South America, North America, Caribbean, Europe, Oceania, Central America
- Hognoides Roewer, 1960—Tanzania, Madagascar
- Hyaenosa Caporiacco, 1940—Asia, Africa
- Hygrolycosa Dahl, 1908—Asia, Greece
- Kangarosa Framenau, 2010—Australia
- Katableps Jocqué, Russell-Smith & Alderweireldt, 2011
- Knoelle Framenau, 2006—Australia
- Lobizon Piacentini & Grismado, 2009—Argentina
- Loculla Simon, 1910—Iran, Africa
- Lycosa Latreille, 1804—North America, Africa, Caribbean, Asia, Oceania, South America, Central America, Europe
- Lycosella Thorell, 1890—Indonesia
- Lysania Thorell, 1890—China, Malaysia, Indonesia
- Mainosa Framenau, 2006—Australia
- Malimbosa Roewer, 1960—West Africa
- Margonia Hippa & Lehtinen, 1983—India
- Megarctosa Caporiacco, 1948—Africa, Asia, Argentina, Greece
- Melecosa Marusik, Omelko & Koponen, 2015
- Melocosa Gertsch, 1937—North America, Brazil
- Minicosa Alderweireldt & Jocqué, 2007—South Africa
- Molitorosa Roewer, 1960—Brazil
- Mongolicosa Marusik, Azarkina & Koponen, 2004—Mongolia, China
- Mustelicosa Roewer, 1960—Ukraine, Asia
- Navira Piacentini & Grismado, 2009—Argentina
- Notocosa Vink, 2002—New Zealand
- Nukuhiva Berland, 1935—Marquesas Is.
- Oculicosa Zyuzin, 1993—Kazakhstan, Uzbekistan, Turkmenistan
- Ocyale Audouin, 1826—Africa, Peru, Asia
- Orinocosa Chamberlin, 1916—South America, Africa, Asia
- Ovia Sankaran, Malamel & Sebastian, 2017—India, China, Taiwan
- Paratrochosina Roewer, 1960—Argentina, North America, Russia
- Pardosa C. L. Koch, 1847—Asia, Europe, South America, North America, Africa, Caribbean, Oceania, Central America
- Pardosella Caporiacco, 1939—Ethiopia, Tanzania
- Passiena Thorell, 1890—Africa, Asia
- Pavocosa Roewer, 1960—Argentina, Brazil, Thailand
- Phonophilus Ehrenberg, 1831—Libya
- Pirata Sundevall, 1833—South America, Africa, North America, Asia, Cuba, Central America
- Piratula Roewer, 1960—Asia, North America, Ukraine
- Portacosa Framenau, 2017—Australia
- Proevippa Purcell, 1903—Africa
- Prolycosides Mello-Leitão, 1942—Argentina
- Pseudevippa Simon, 1910—Namibia
- Pterartoria Purcell, 1903—South Africa, Lesotho
- Pyrenecosa Marusik, Azarkina & Koponen, 2004—Europe
- Rabidosa Roewer, 1960—United States
- Satta Lehtinen & Hippa, 1979—Papua New Guinea
- Schizocosa Chamberlin, 1904—South America, Asia, Africa, North America, Vanuatu, Central America
- Shapna Hippa & Lehtinen, 1983—India
- Sibirocosa Marusik, Azarkina & Koponen, 2004—Russia
- Sosippus Simon, 1888—North America, Central America
- Syroloma Simon, 1900—Hawaii
- Tapetosa Framenau, Main, Harvey & Waldock, 2009
- Tasmanicosa Roewer, 1959—Australia
- Tetralycosa Roewer, 1960—Australia
- Tigrosa Brady, 2012—North America
- Trabea Simon, 1876—Africa, Spain, Turkey
- Trabeops Roewer, 1959—North America
- Trebacosa Dondale & Redner, 1981—Europe, North America
- Tricassa Simon, 1910—Namibia, South Africa, Madagascar
- Trochosa C. L. Koch, 1847—North America, Asia, Africa, South America, Oceania, Central America, Europe, Caribbean
- Trochosippa Roewer, 1960—Africa, Indonesia, Argentina
- Tuberculosa Framenau & Yoo, 2006—Australia
- Varacosa Chamberlin & Ivie, 1942—North America
- Venator Hogg, 1900—Australia
- Venatrix Roewer, 1960—Oceania, Philippines
- Venonia Thorell, 1894—Asia, Oceania
- Vesubia Simon, 1910—Italy, Russia, Turkmenistan
- Wadicosa Zyuzin, 1985—Africa, Asia
- Xerolycosa Dahl, 1908—Asia, Tanzania
- Zantheres Thorell, 1887—Myanmar
- Zenonina Simon, 1898—Africa
- Zoica Simon, 1898—Asia, Oceania
- Zyuzicosa Logunov, 2010—Asia

## Phạm vi phân bố
Nhện sói được tìm thấy ở rất nhiều môi trường sống cả ven biển và nội địa. Điều này bao gồm cây bụi, rừng cây, rừng ẩm ướt ven biển, đồng cỏ núi cao, vườn ngoại ô và nhà cửa. Nhện con phân tán trên không; do đó, nhện sói có phạm vi phân bố rộng. Mặc dù một số loài có nhu cầu môi trường sống rất cụ thể (chẳng hạn như các luống sỏi ven suối hoặc các cánh đồng thảo mộc trên núi), đa số là những động vật lang thang không có nhà ở cố định. Một số xây hang có thể để mở hoặc có cửa bẫy (tùy thuộc vào loài). Các loài sống ở vùng khô hạn xây dựng các tháp pháo hoặc cắm các lỗ của chúng bằng lá và đá cuội trong mùa mưa để bảo vệ chúng khỏi nước lũ. Chúng thường được tìm thấy ở các nơi nhân tạo như nhà kho và các thiết bị ngoài trời khác.

## Trong văn hóa
Nhện sói Carolina (Hogna carolinensis) là loài nhện chính thức của bang South Carolina, được chỉ định vào năm 2000. South Carolina là bang duy nhất của Hoa Kỳ công nhận nhện bang.

## Hình ảnh

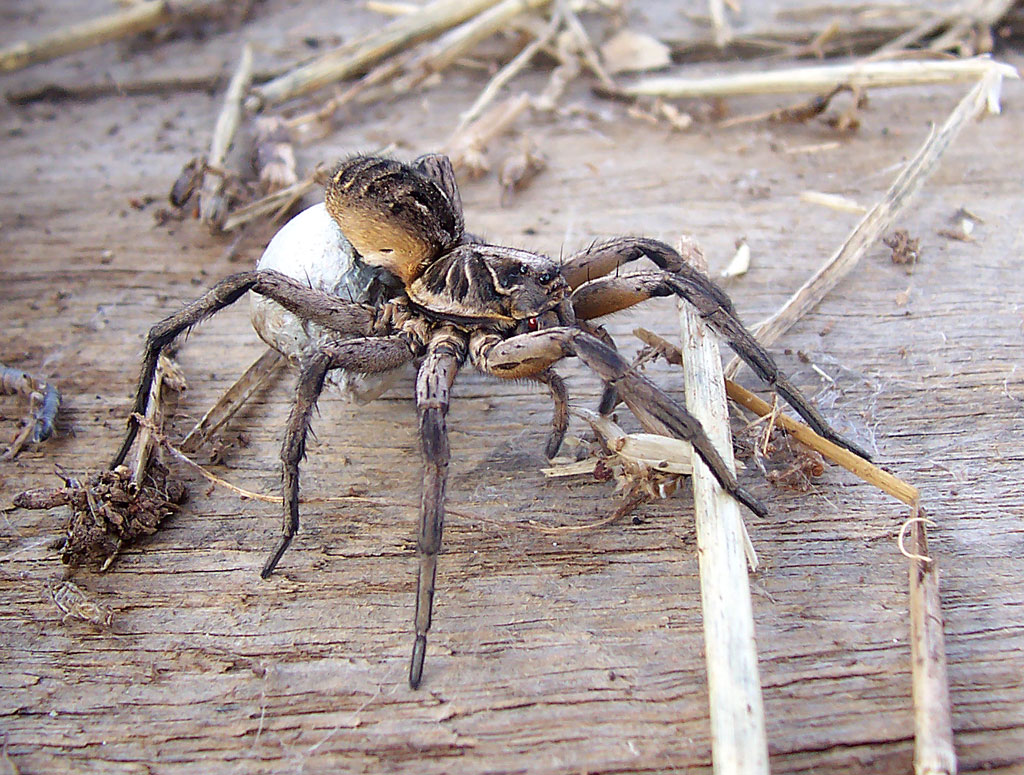
Nhện sói mang túi trứng.
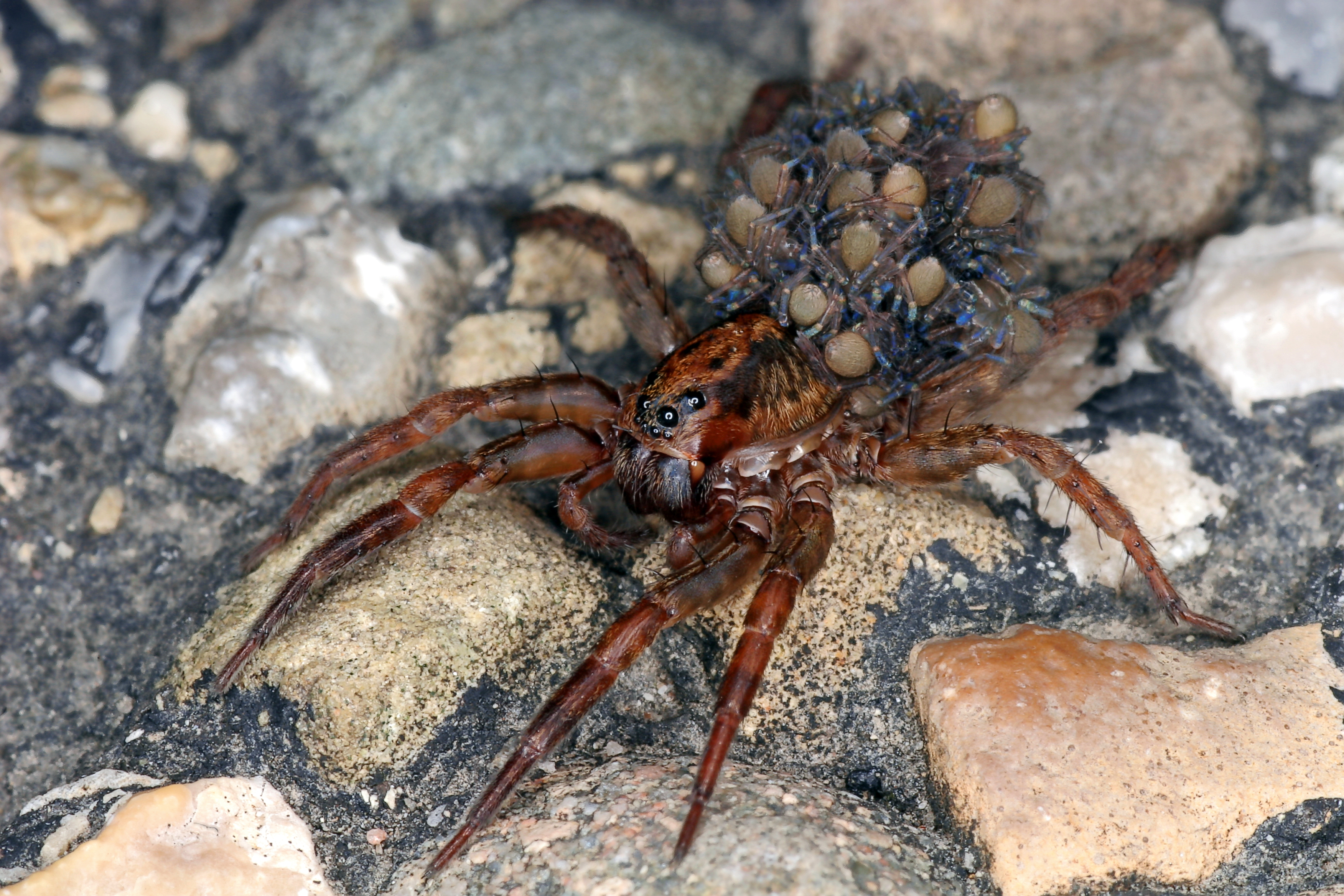
Nhện sói.
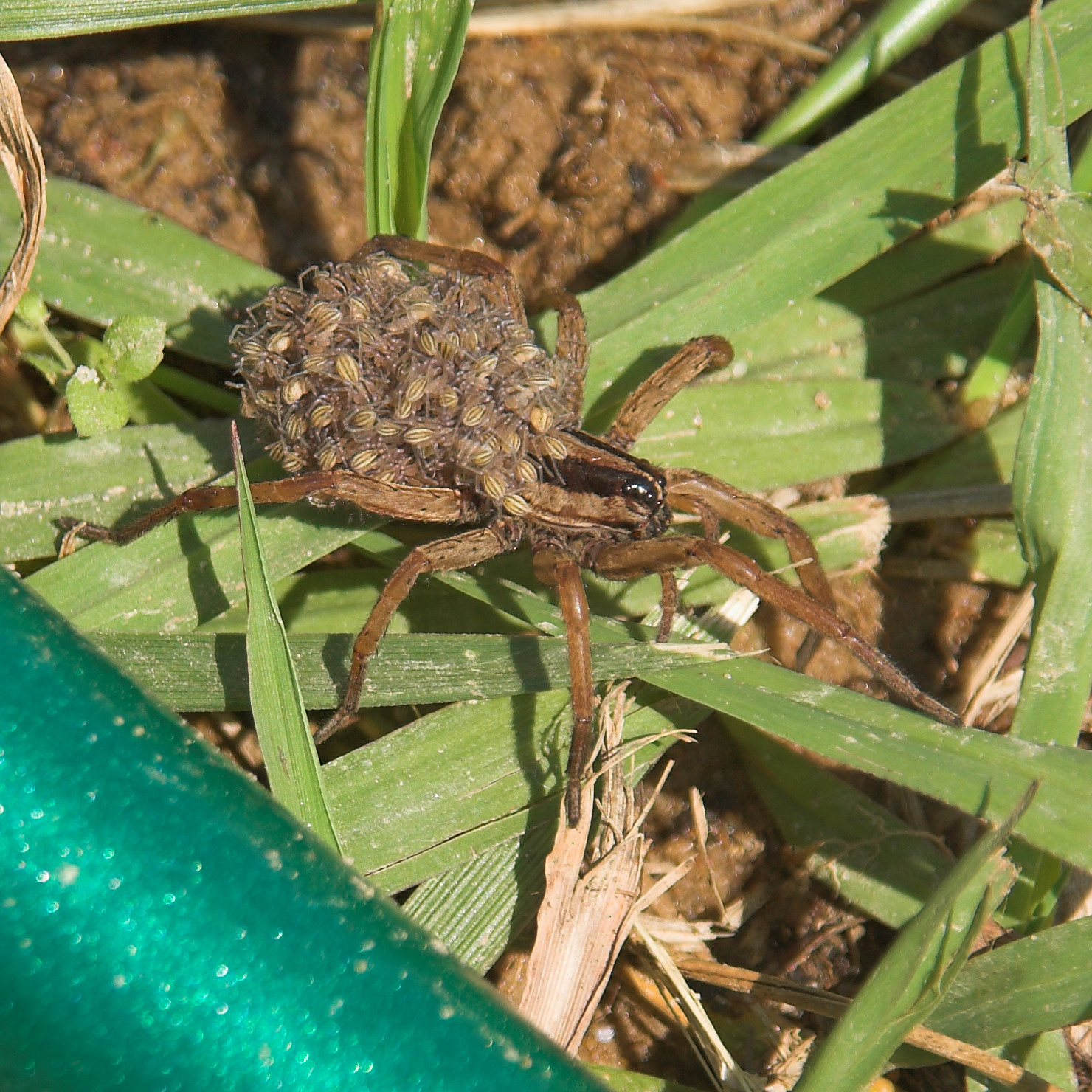
Nhện sói mang con.
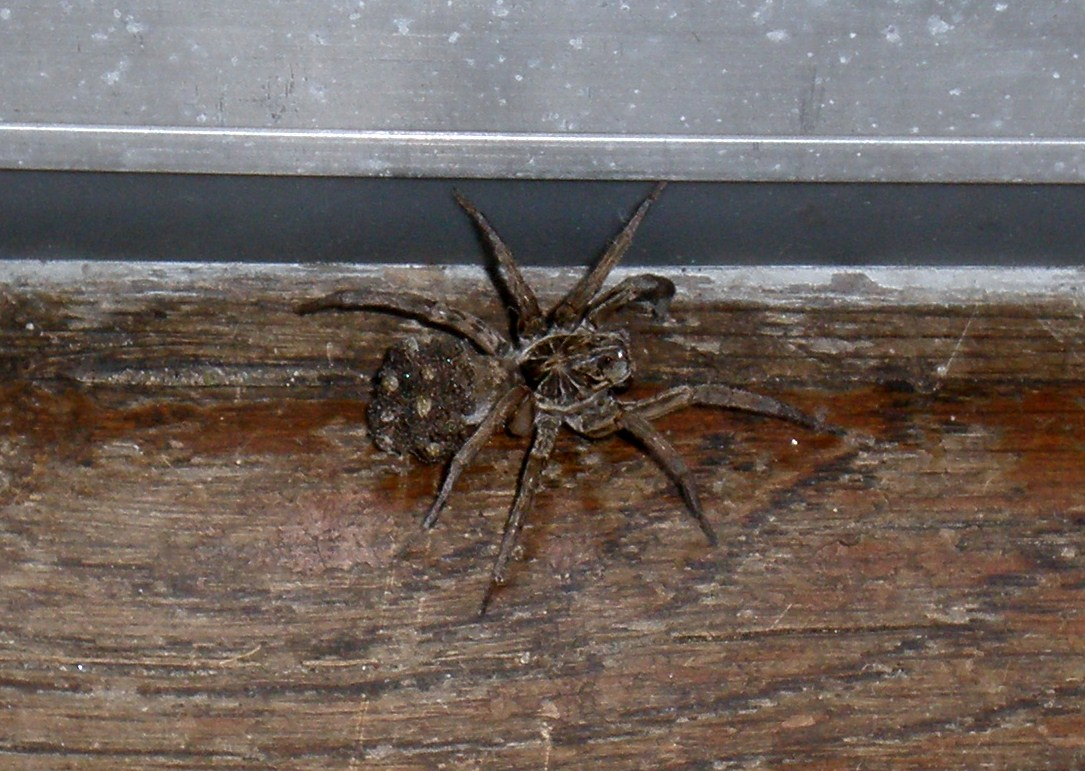
Nhện sói ở Michigan. (Probably Hogna carolinensis.)

## Cước chú
1. ↑  "Wolf Spiders: Lycosidae Sundevall 1833". Australasian Arachnology Society. Bản gốc lưu trữ ngày 8 tháng 7 năm 2018. Truy cập ngày 2 tháng 10 năm 2008.
2. ↑  Ribeiro, L. A.; Jorge, M. T.; Piesco, R. V.; Nishioka, S. A. (1990). "Wolf spider bites in São Paulo, Brazil: A clinical and epidemiological study of 515 cases". Toxicon. Quyển 28 số 6. tr. 715–717. doi:10.1016/0041-0101(90)90260-E. PMID 2402765.
3. ↑  Isbister, Geoffrey K.; Framenau, Volker W. (2004). "Australian Wolf Spider Bites (Lycosidae): Clinical Effects and Influence of Species on Bite Circumstances". Clinical Toxicology. Quyển 42 số 2. tr. 153–161. doi:10.1081/CLT-120030941. PMID 15214620.
4. ↑  "Family: Lycosidae Sundevall, 1833". World Spider Catalog. Natural History Museum Bern. Truy cập ngày 22 tháng 4 năm 2019.
5. ↑  "Carolina Wolf Spider State Spider". statesymbolsusa.org. South Carolina designated the Carolina wolf spider (Hogna carolinensis) as the official state spider in 2000 due to the efforts of Skyler B. Hutto, a third-grade student at Sheridan Elementary School in Orangeburg, SC.